# Kodak
La Eastman Kodak Company, nota più semplicemente con il nome Kodak, è un'azienda multinazionale statunitense di tipo tecnologico, specializzata nella produzione di pellicole cinematografiche e apparecchiature per immagini e per la stampa. A lungo nota in passato per la produzione di pellicole fotografiche, negli ultimi anni si è concentrata nei settori della fotografia digitale, diagnostica medica per immagini e prodotti per la stampa.

## L'azienda
Storicamente il nome Kodak è legato alla fotografia tradizionale, sia grazie alle macchine fotografiche prodotte in svariati modelli per ogni esigenza e per ogni fascia di utenza, sia per i prodotti professionali e amatoriali per lo sviluppo e la stampa delle immagini fotografiche. La sua pellicola invertibile per diapositive Kodachrome, il cui sviluppo è cessato per sempre alla fine del 2010, era e rimane il riferimento assoluto in quanto a fedeltà e precisione dei colori dell'immagine.
Successivamente la Kodak ha conquistato ampie fette di mercato anche nei settori degli audiovisivi (supporti magnetici e altro), medicina nonché macchine da stampa e fotocopiatura.

## Storia

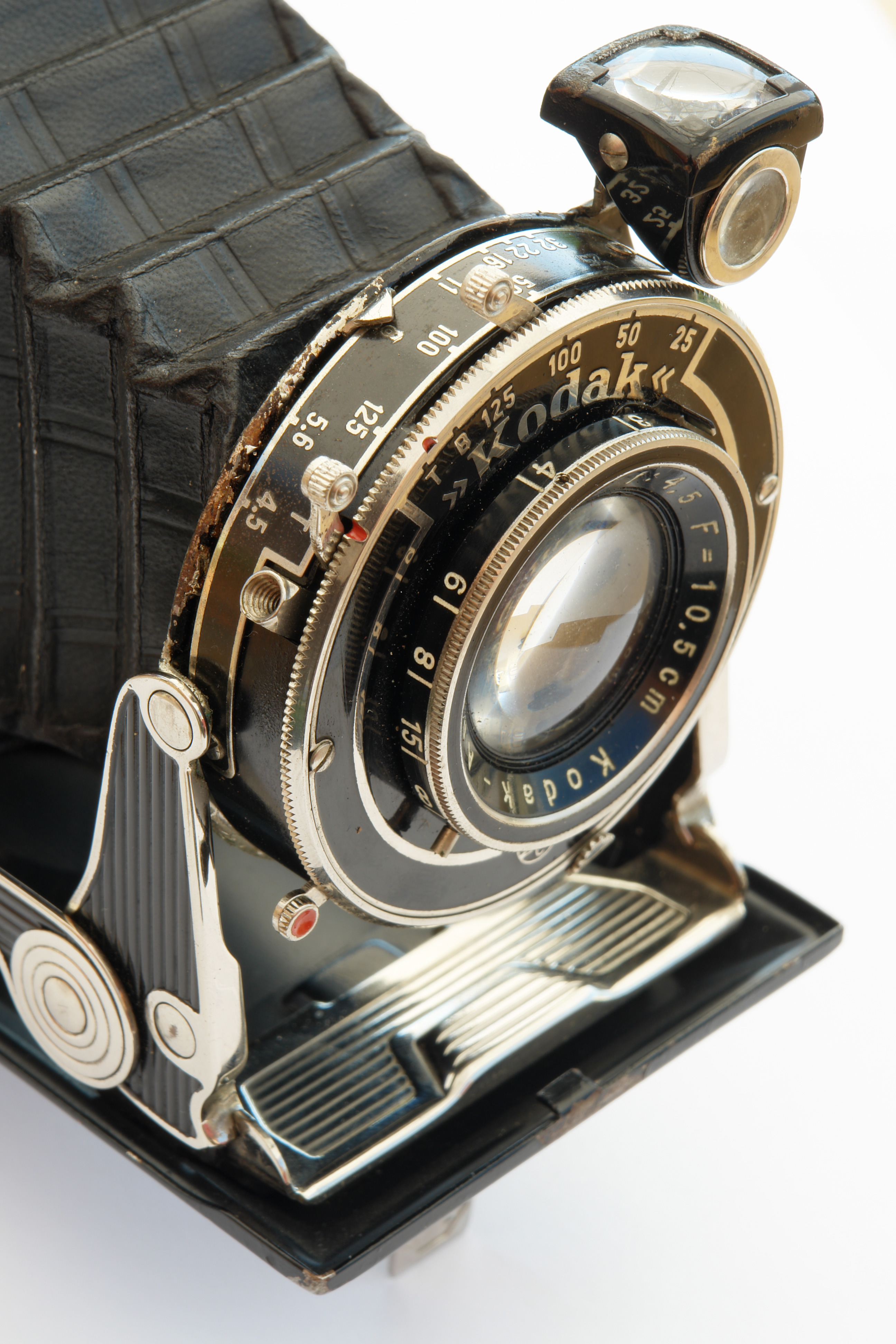
Fotocamera Kodak Vollenda 620, risalente agli anni trenta.

"Voi premete il pulsante, noi facciamo il resto" è lo slogan col quale George Eastman, fondatore della Kodak promosse nel 1888 la prima fotocamera destinata a essere usata anche da non professionisti.
Lo stesso Eastman spiega l'origine del nome: "la chiamai "Kodak" perché era un nome breve, vigoroso, facile da pronunciare e, per soddisfare le leggi sui marchi depositati, non significava nulla".
Nel 1963 inventa la pellicola 126 Instamatic. Una pellicola 35 millimetri chiusa in una cartuccia asimmetrica, che bastava inserire nel retro della macchina fotografica evitando così di caricare il classico rullino.

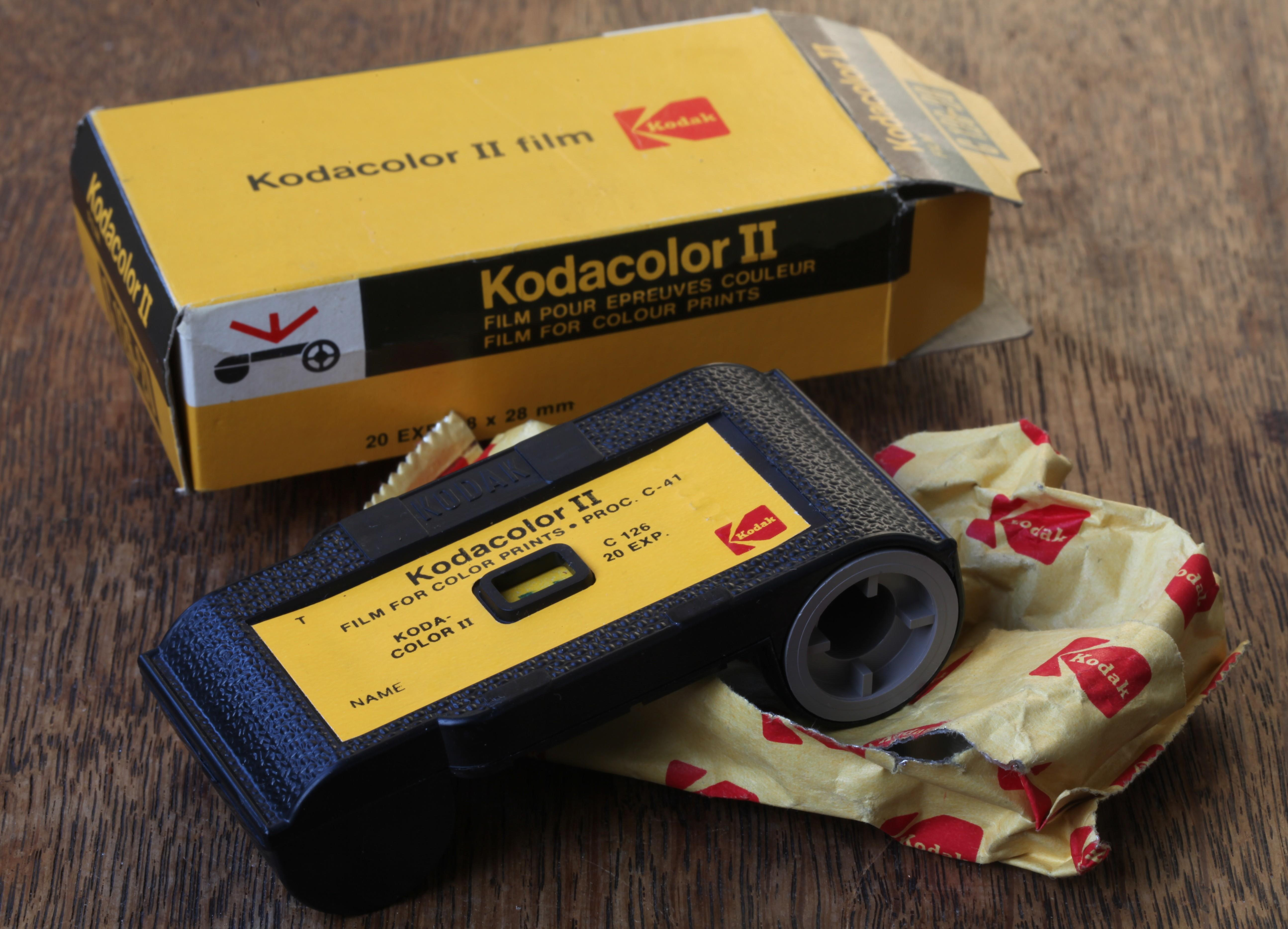
La pellicola 126 Instamatic

Negli anni settanta la Kodak incomincia la produzione di pellicole autosviluppanti denominate Kodak Instant, a differenza delle Polaroid, erano rettangolari e l'immagine sulla superficie misurava 9 × 6,8 cm. Dopo aver perso una battaglia di brevetti con la Polaroid Corporation, Kodak ha lasciato il business Instant Camera il 9 gennaio 1986.
Nel 1997 ha acquisito la maggioranza di Chinon Industries.
Nel 2005, in seguito alla chiusura del Museo Kodak Heritage
di Toronto, l'intera collezione è stata donata alla Ryerson University di Toronto
(Canada)
Nel 2007 il ramo medico dell'azienda è stato ceduto alla finanziaria canadese Onex Corporation cambiando il nome in Carestream health.
Nel 2009, la Kodak annunciò che avrebbe cessato la vendita della pellicola a colori Kodachrome, ponendo fine a 74 anni di produzione, dopo un drastico calo delle vendite.
Alla fine del 2011, a causa dell'esaurimento di liquidità a sua disposizione, la società viene considerata a rischio di fallimento, prospettiva effettivamente concretizzatasi il 19 gennaio 2012, con la richiesta dell'amministrazione controllata (il capitolo 11 del diritto fallimentare statunitense). Come specificato dalla casa madre la situazione di fallimento e le protezioni previste nel capitolo 11 ("Chapter 11") della normativa fallimentare statunitense riguardano solo la "Eastman Kodak Company" e le società controllate negli Stati Uniti; l'attività europea, almeno ufficialmente, prosegue.
Nel febbraio 2012, la Kodak cessa definitivamente la produzione di apparecchi fotografici (che sarà ripresa concedendo la licenza del marchio Kodak l'anno successivo alla Jk Imaging) per concentrarsi sulla fabbricazione di stampanti. Nello stesso anno, nell'ambito del piano di rilancio per evitare il fallimento, cessa anche la produzione dell'Ektachrome e quindi di tutte le pellicole invertibili (diapositive) a colori del catalogo Kodak, mentre continua e si rinnova quella di pellicole negative per la fotografia professionale e per il cinema.
Nell'aprile 2013 la Kodak mostra la sua prima fotocamera con sistema Micro Four Thirds, che verrà prodotta dalla JK Imaging.
Il 3 settembre 2013 la Kodak annuncia di essere uscita dalla procedura di fallimento avendo riparato le passività e uscendo da svariate aziende. La compagnia si propone ora come focalizzata sull'immagine professionale, le sue attività principali riguardano la stampa digitale e per l'impresa, la produzione e vendita di sistemi per l'incisione di lastre offset e flessografiche, la produzione e vendita di pellicole destinate alla grafica, all'intrattenimento e all'uso commerciale.
Il 12 marzo 2014 la Kodak ha annunciato che Jeff Clarke è stato nominato come nuovo amministratore delegato.
Al 2014 la Kodak, pur mantenendo una produzione di pellicole fotografiche e cinematografiche, produce principalmente sistemi di stampa industriali e professionali, sistemi per l'incisione di lastre offset e flessografiche, sensori per schermi touch screen, e prodotti chimici. Le linee produttive riguardanti le storiche produzioni di Kodak (supporti di memoria, pile, macchine fotografiche e altri) sono stati concessi in licenza di marchio ad aziende esterne.
All'inizio di gennaio 2017 Kodak comunica che sta ricominciando a produrre la Ektachrome, pellicola invertibile a colori che ha visto la luce negli anni '40. Secondo gli esperti la rinascita dell'analogico sta creando una domanda ormai impossibile da ignorare, per cui l'azienda promette che la pellicola sarà disponibile per la distribuzione entro fine 2017.

## Produzione
- Fotocamere medio formato (120mm)
- Fotocamere piccolo formato (35mm)
- Fotocamere digitali
- Macchine da ripresa

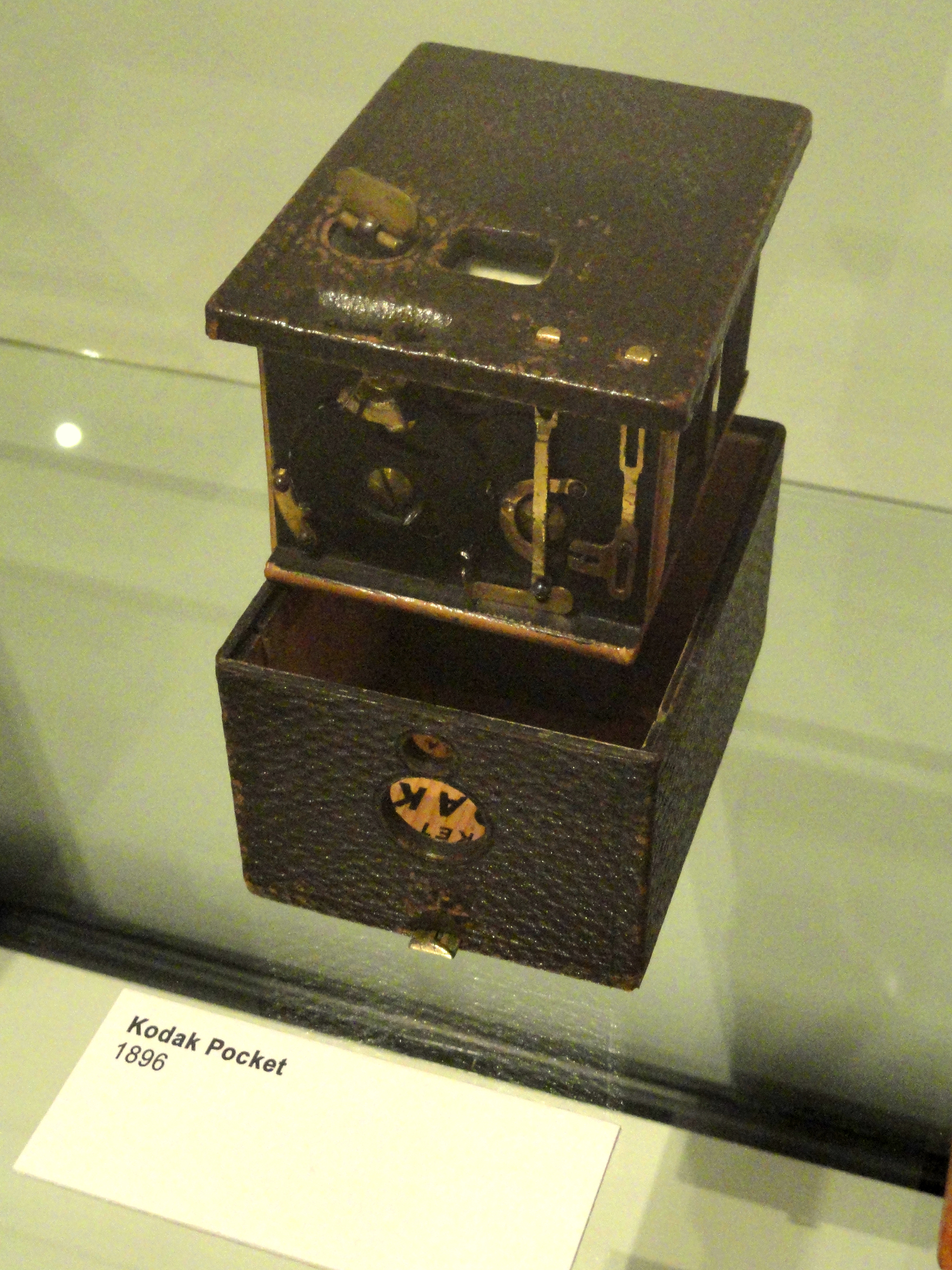
Pocket Kodak 1896

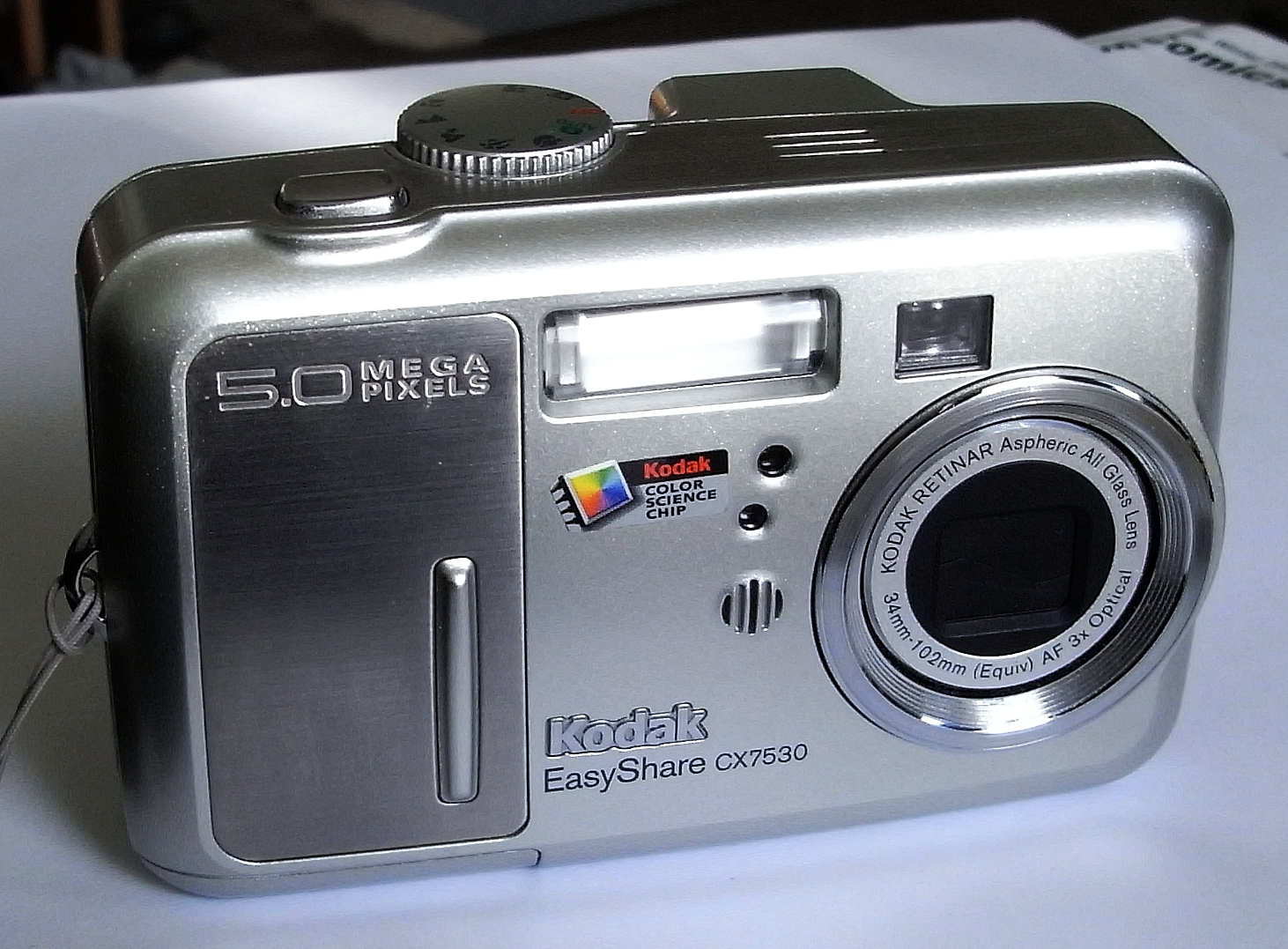
EasyShare CX7530

- Pellicole ed emulsioni fotografiche
- Prodotti chimici per camera oscura
- Supporti magnetici per registrazione audio (Compact cassette e bobine)
- Lastre per uso medico (RX)
- Apparecchi per proiezione
- Computer to Plate
- Computer to Film
- Workflow
- Macchine per stampa digitale
- Lastre offset
- Lastre flexo
- Carta per la stampa di fotografie di vario formato
- Schede di memoria di varia capacità

Kodak è un importante fornitore di pellicole cinematografiche per l'industria cinematografica statunitense e fornisce anche servizi di imballaggio, stampa funzionale, comunicazione grafica e servizi professionali a società internazionali.
Kodak Alaris, Regno Unito, detiene i diritti per le pellicole e i chioschi fotografici Kodak Moments, che facevano parte di un accordo fallimentare del 2012. Possedevano anche i diritti per la carta fotografica, i prodotti chimici fotografici, i display e il software (PPDS), ma li hanno venduti a Sino Promise, in Cina, nel 2020. Nel 2023, Sino Promise ha rinunciato ai diritti sui prodotti chimici fotografici, che sono passati a Eastman Kodak, che ha rilasciato una nuova licenza. 
Kodak produce stampanti commerciali a getto d'inchiostro, apparecchiature per la stampa elettrofotografica e relativi materiali di consumo e servizi. Attualmente Kodak vende le linee di stampanti commerciali Prosper, Nexfinity e Uteco, nonché i sistemi di stampa Prosper e Versamark. Kodak sviluppa e produce prodotti per la stampa flessografica con il marchio Flexcel. Dal 1995, l'azienda vende anche una linea di dispositivi CTP (Computer to Print).
Kodak continua a produrre pellicole speciali e pellicole per i formati consumer più recenti e più diffusi, ma ha interrotto la produzione di pellicole per la maggior parte dei formati più vecchi. Tra i suoi marchi di pellicole dismesse più famosi c'è il Kodachrome, apparso nel 1935. Kodak è stato uno dei principali produttori di carta all'alogenuro d'argento utilizzata per la stampa di pellicole e immagini digitali. Nel 2005, Kodak ha annunciato la cessazione della produzione di carta fotografica in bianco e nero. Tutte le operazioni relative alla carta sono state trasferite a Kodak Alaris nel 2013.

## Presidenti e amministratori delegati

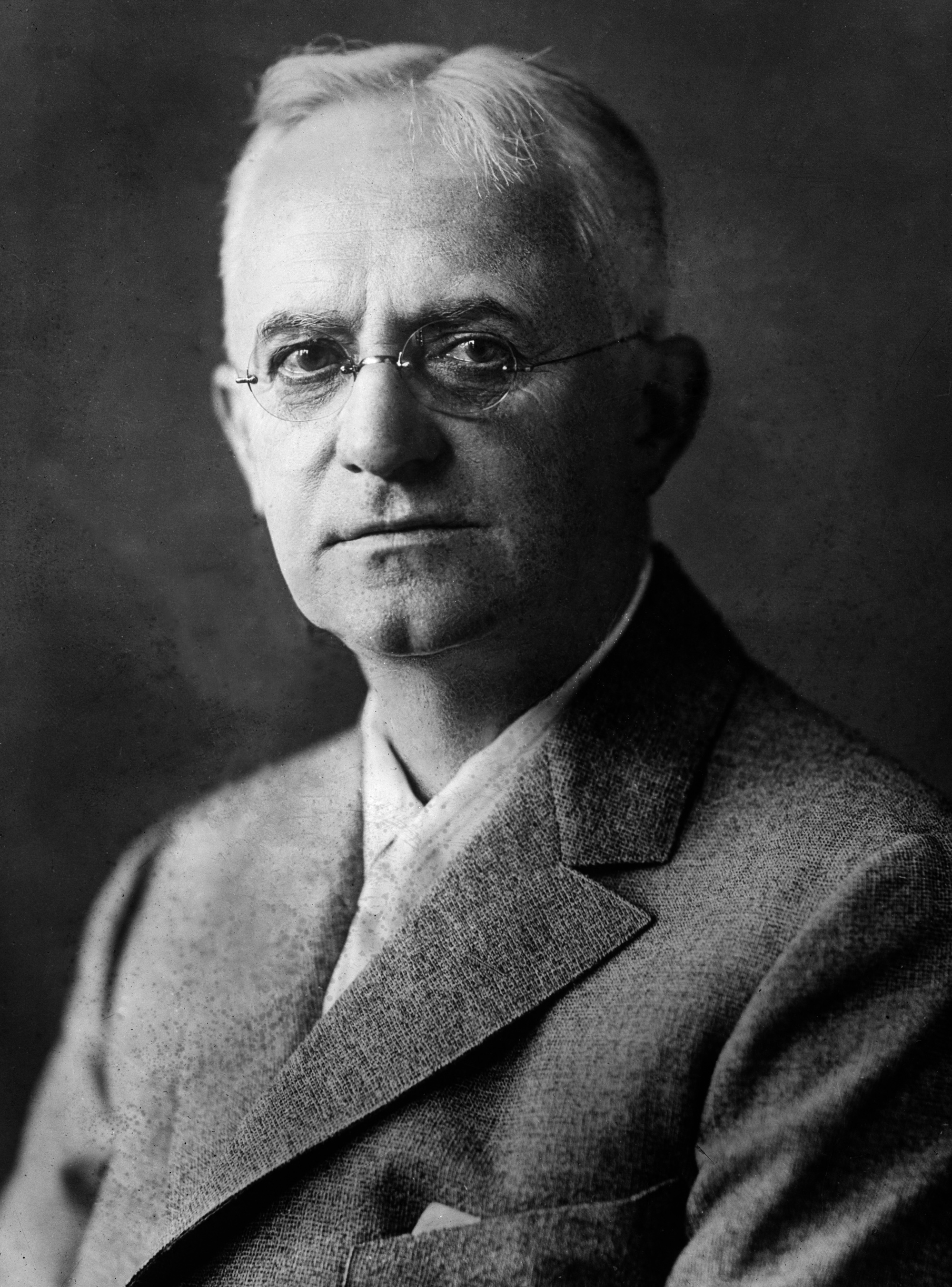
George Eastman

| Nome                | Titolo                               | Periodo                            |
| ------------------- | ------------------------------------ | ---------------------------------- |
| Henry A. Strong     | Presidente                           | 1884 - 26 luglio 1919              |
| George Eastman      | Presidente                           | 1921 - 7 aprile 1925               |
| William G. Stuber   | Presidente                           | 1925 - 1934                        |
| Frank W. Lovejoy    | Presidente                           | 1934 - 1941                        |
| Thomas J. Hargrave  | Presidente                           | 1941 - 1952                        |
| Albert K. Chapman   | Presidente                           | 1952 - 1960                        |
| William S. Vaughn   | Presidente e amministratore delegato | 1960 - 31 dicembre 1968            |
| Louis K. Eilers     | Presidente e amministratore delegato | 1º gennaio 1969 - 17 maggio 1972   |
| Walter A. Fallon    | Presidente e amministratore delegato | 18 maggio 1972 - 1983              |
| Colby H. Chandler   | Amministratore delegato              | Maggio 1983 - 1990                 |
| Kay R. Whitmore     | Amministratore delegato              | 1990 - 27 ottobre 1993             |
| George M. C. Fisher | Amministratore delegato              | 28 ottobre 1993 - 31 dicembre 1999 |
| Daniel A. Carp      | Amministratore delegato              | 1º gennaio 2000 - 31 maggio 2005   |
| Antonio M. Pérez    | Presidente e amministratore delegato | 1º giugno 2005 - 2014              |
| Jeff Clarke         | Amministratore delegato              | dal 12 marzo 2014                  |